# Fase de leitura aberta

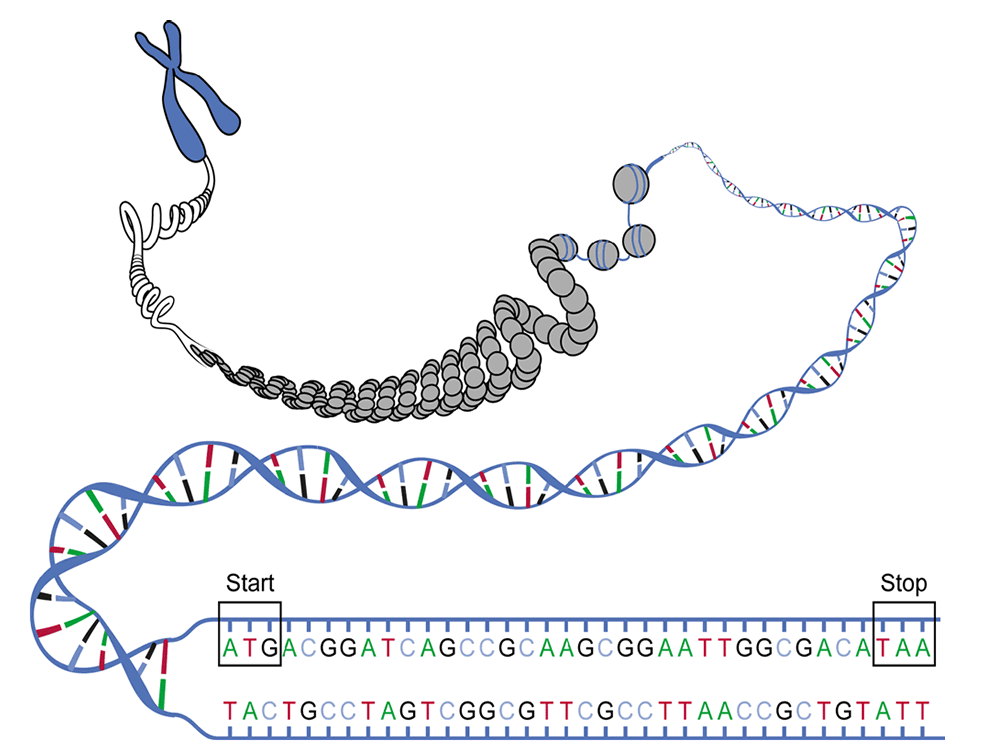
Esquema de uma fase aberta de leitura, que inclui o codão de início (ou start) e codão de teminação (ou stop).

Em genética, chama-se fase de leitura aberta (em inglês open reading frame) a cada uma das sequências de ADN compreendidas entre um codão de início (AUG) da tradução e um codão de terminação, descontando as sequências que correspondem aos intrões no caso de os haver. Encontram-se delimitados pelos UTRs, ou sequências não traduzidas.

## Descrição
Os ORFs são utilizados para procurar genes codificadores de proteínas em sequências de nucleótidos. A pesquisa de ORFs é facilitada pela utilização de ferramentas de bioinformática, que utilizam algoritmos que pesquisam codões de início ou de paragem. Quando é encontrado um ORF, é um bom indício de que a sequência pode ser um gene, do qual o ORF fará parte. A descoberta de um codão de paragem numa sequência não é, por si só, um indício de que um gene está ali, uma vez que o codões de paragem pode formar-se por puro acaso (numa sequência com um número igual de nucleótidos de cada classe, é esperado que um codão de paragem apareça aleatoriamente uma vez em cada 25 codão). Os ORFs que contêm genes são geralmente longos, cerca de 300-400 codões, o que é suficiente para o tamanho típico de uma proteína. Se forem muito curtos, geralmente não são genes. São mais fáceis de encontrar em procariontess do que em eucariontes, uma vez que estes últimos têm íntrons não codificantes intercalados entre os exons, e neles é melhor estudar a sequência do mRNA maduro.
É necessário procurar uma sequência que comece com um codão de início e forme uma sequência de codões e termine com um codão de paragem. Mas como a sequência deve ser lida em três nucleótidos (para formar os codões), podemos começar por tomar qualquer nucleótido como início. Dependendo de qual começarmos, podem ou não ser formados ORFs com codão de paragem, uma vez que os codões formados serão diferentes.

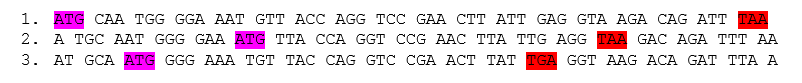
Sequência de exemplo que mostra três quadros de leitura. Os codões de início estão indicados a roxo e os codões de paragem a vermelho

Em qualquer sequência de ADN de dupla cadeia, existem, a priori, 6 possíveis direcções nas quais podem aparecer quadros de leitura abertos, três lendo a sequência numa direcção e três na direcção da cadeia complementar. Como cada codão compreende 3 nucleótidos, existem 3 locais de início possíveis para começar a tomar os nucleótidos, 3 de cada vez (e se o quarto nucleótido fosse tomado como local de início, isto faria com que o quadro de leitura aberto correspondesse ao que seria formado se o primeiro nucleótido fosse tomado como início). A estes devemos acrescentar outros 3 possíveis quadros de leitura aberta se o ADN for traduzido usando a cadeia complementar como molde, no sentido de leitura oposto. Estes quadros de leitura abertos são designados por +1, +2, +3, -1, -2 e -3.
Neste exemplo com esta sequência de uma cadeia de ADN, podemos lê-la no sentido 5’→3’ de 3 formas: começando no primeiro tripleto com o nucleótido a, t ou g, de modo a que surjam diferentes codões. Formam-se codões de início (atg) e de paragem (taa, tga ou tag). A sequência 1 começa com um codões de início e termina com um codão de paragem e é a mais longa, pelo que é provavelmente o gene que está a ser pesquisado. Em 2 e 3, formam-se vários codões de paragem, pelo que as sequências são muito curtas e, portanto, não são genes.
5' atgcaaaacctgaatagtttagaggggttttcatcatttgaaaacgatttataa 3'
(1) atg caa aac ctg aat agt tta gag ggg ttt tca tca ttt gaa aac gat tta taa
(2) tgc aaa acc tga ata gtt tag agg ggt ttt cat cat ttg aaa acg att tat
(3) gca aaa cct gaa tag ttt aga ggg gtt ttc atc att tga aaa cga ttt
Cada um dos possíveis open reading frames daria origem a uma sequência proteica absolutamente diferente, mas nem todos têm de ser genes verdadeiros.